# Дзюнін (Мазовецьке воєводство)
Дзюнін (пол. Dziunin) — село в Польщі, у гміні Могельниця Груєцького повіту Мазовецького воєводства.
Населення — 114 осіб (2011).
У 1975-1998 роках село належало до Радомського воєводства.

## Демографія
Демографічна структура станом на 31 березня 2011 року:
|          | Загалом | Допрацездатний вік | Працездатний вік | Постпрацездатний вік |
| -------- | ------- | ------------------ | ---------------- | -------------------- |
| Чоловіки | 63      | 11                 | 44               | 8                    |
| Жінки    | 51      | 10                 | 28               | 13                   |
| Разом    | 114     | 21                 | 72               | 21                   |